# Maren Sell Éditeurs
Maren Sell Éditeurs est une ancienne maison d'édition française. Elle est fondée en 1986 par Maren Sell, qui était auparavant directrice éditoriale aux Éditions Pauvert.
En 1988, Gérard Voitey entre dans le capital à hauteur de 40 %.
En 2004, Maren Sell Éditions intègrent le groupe Libella et publient une quinzaine de titres par année, principalement dans les domaines de la littérature (romans), mais aussi des témoignages, des autobiographies et des essais.
Maren Sell Éditeurs disparait en mai 2007.